# GRS 1915+105
GRS 1915+105, V1487 Орла — рентгеновская двойная звезда, в которой один компонент является обычной звездой, а другой представляет собой чёрную дыру. Система открыта 15 августа 1992 года при наблюдениях на инструменте WATCH космической обсерватории «Гранат» (GRANAT). "GRS" означает "источник, наблюдавшийся GRANAT", "1915" — прямое восхождение (19 часов 15 минут), "105" обозначает приблизительное склонение (10 градусов 56 минут). Инфракрасное излучение в той же области было обнаружено по данным спектроскопических наблюдений. Двойная система находится на расстоянии около 11 кпк от Солнца в созвездии Орла. GRS 1915+105 является наиболее массивной из известных чёрных дыр звёздной массы, известных в Млечном Пути, масса объекта превышает солнечную от 10 до 18 раз. Система также является микроквазаром; вероятно, чёрная дыра вращается со скоростью около 1150 оборотов в секунду, спин чёрной дыры принадлежит интервалу от 0,82 до 1,00 (наибольшее возможное значение).

## Сверхъяркий галактический источник

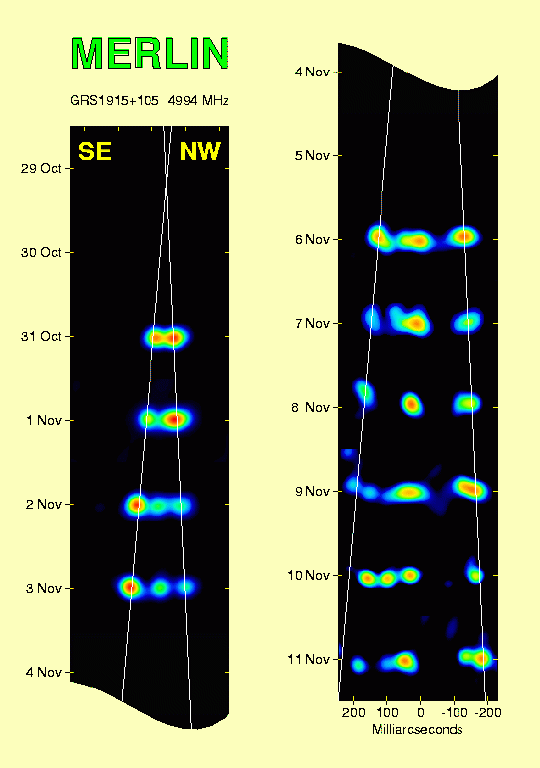
Последовательность наблюдений рентгеновской двойной GRS 1915+105 радиоинтерферометром МЕРЛИН в течение нескольких дней.

В 1994 году GRS 1915+105 стал первым известным галактическим источником, выбрасывающим вещество с наблюдаемой скоростью, превышающей скорость света.
Наблюдения на радиотелескопах с высоким разрешением, таких как VLA, MERLIN, VLBI показали существование биполярного истечения заряженных частиц, испускающих синхротронное излучение в радиодиапазоне. Исследования показали, что наблюдаемое сверхсветовое движение вызвано релятивистской аберрацией, при этом истинная скорость выброса составляет около 90% скорости света.

## Регуляция роста массы
Повторные наблюдения на телескопе Чандра спустя десятилетие выявили возможный механизм саморегуляции темпа роста GRS 1915+105. Джет выбрасываемого вещества периодически ослабевает вследствие влияния горячего ветра, сдувающего аккреционный диск. При затухании ветра джет снова усиливается.